# Amphicosmoecus canax
Amphicosmoecus canax is een schietmot uit de familie Limnephilidae. De soort komt voor in het Nearctisch gebied.